# 阪急阪神1dayパス
阪急阪神1dayパス（はんきゅうはんしんわんでいぱす）は阪急電鉄と阪神電気鉄道が共同で発売している企画乗車券である。

## 概要
従来より阪急が発売していたマルーンチケットに代わり、経営統合した阪神でも利用できるようにしたフリーチケットとして2007年4月1日より発売を開始した。それ以前に阪急と阪神の両方が利用できるフリーチケットは2006年10月1日から限定発売した阪急阪神ホールディングス誕生記念乗車券として同年12月31日まで発売していた。2011年4月1日発売分より神戸高速線全線もエリアに含まれることになり、これにより阪神 - 阪急間の直接利用が可能になった。
通年発売であるが使用期限は4月1日から12月31日に購入したものは翌年3月31日まで、1月1日から3月31日まで購入したものは同年3月31日までであった。
2012年6月1日より2024年3月31日まで外国人向けに阪急電鉄線専用（阪神電鉄・神戸高速線使用不可）のHANKYU TOURIST PASS、2013年10月1日より2024年3月31日まで阪神電鉄・神戸高速線専用（阪急電鉄線使用不可）のHANSHIN TOURIST PASSも発売、本項目で後述する。
2023年度発売分をもって、小人用の発売を終了、2024年度発売分からカードのデザインを変更し発売価格を変更、この年度をもって磁気カードでの発売を終了。
2025年度発売分からスルッとQRttoによるQRデジタルきっぷでの販売に移行、利用にはスマートフォンとクレジットカードの所有が必須となった。デジタル乗車券の有効期間は2025年4月1日～2026年4月30日のうち、購入日から2026年4月30日を超えない3ヶ月以内の任意の1日。

## 利用できるエリア
- 阪急電鉄全線（神戸高速線を含む）
- 阪神電気鉄道全線（神戸高速線を含む）
- 神戸電鉄神戸高速線（新開地駅～湊川駅間）

有効区間外に乗り越した場合は、境界駅（天神橋筋六丁目駅・川西能勢口駅・大阪難波駅・西代駅・湊川駅）からの運賃が別途必要。

## 金額
- 大人1600円

2023年度発売分までは大人1300円、小人650円

## 発売箇所
磁気乗車券時代
- 阪急各駅（Osaka Metroと共同使用駅の天神橋筋六丁目駅を除く）、阪急電車ごあんないカウンター
- 阪神各駅改札口（西代駅、無人駅および駅員不在時を除く）、大阪梅田・尼崎・甲子園・御影・神戸三宮・新開地の駅長室、阪神電車サービスセンター（神戸三宮）。なお、大阪難波駅では、東特急券売り場にて大人用のみを発売。

## 阪急阪神1dayパス(リラックマ デザイン)
2015年夏休み期間中に行うサンエックスのキャラクターリラックマと阪急とのスタンプラリー開催に合わせて発売される企画乗車券。
- 通常の阪急阪神1dayパスとの違い
  - 有効期間が発売日である2015年7月18日から2016年3月31日まで
  - 発売期間はすべて完売するか2015年8月31日を過ぎる、のどちらかが来た時点で発売終了。
  - 発売箇所は上記の発売箇所のうち阪急のみである（阪神・神戸高速では通常のデザインの券を発売）

## 関連商品
HANKYU TOURIST PASS（阪急ツーリストパス、発売終了）
JAPAN RAIL PASSの阪急電鉄版に当たる。阪急電鉄全線が乗り放題。阪神電鉄・神戸高速を含む阪急以外の私鉄には使用できない。
下記の条件のいずれかにあてはまる者だけに、購入および利用資格がある。
- 外国から「短期滞在」の入国資格により観光目的で日本を訪れる日本以外の国籍の旅行者。
- 日本の入国管理法が定める「短期滞在」の在留資格により、観光等の目的で15日間もしくは90日間の滞在が許可された者だけ購入および利用可。他の在留資格で入国した場合は不可。

1日券と、任意の2日間利用できる2日券がある。発売金額は以下の通り。
- 1日用 - 800円
- 2日用 - 1400円

（いずれも大人のみ）
2024年3月31日で発売終了した。
HANSHIN TOURIST PASS（阪神ツーリストパス、発売終了）
こちらは上記の阪神電鉄・神戸高速版。利用条件も上記に準ずる。
- 1日用 - 700円（大人のみ）

2024年3月31日で発売終了した。